# Gekijōban Naruto shippūden: Hi no ishi o tsugu mono
Gekijōban Naruto shippūden: Hi no ishi o tsugu mono (jap. 劇場版 NARUTO -ナルト- 疾風伝火の意志を継ぐ者) jest szóstym filmem pełnometrażowym, który powstał na podstawie mangi Naruto autorstwa Masashiego Kishimoto. Jego premiera w Japonii odbyła się 1 sierpnia 2009 r.

## Fabuła
Z wiosek, zaczynają znikać kolejne osoby obdarzone specjalną linią krwi - Kekkei Genkai. Podejrzenie pada na Konohę. Tsunade chcąc zapobiec IV Wielkiej Wojnie Shinobi, każe Kakashi'emu poświęcić się dla wioski. Jednak Naruto, stara się uratować swojego dawnego senseia. Uzumaki nie będzie patrzył czy ma zabić wroga czy przyjaciela.

## Bohaterowie
| Postacie       | Dubbing japoński | Dubbing amerykański    |
| -------------- | ---------------- | ---------------------- |
| Naruto Uzumaki | Junko Takeuchi   | Maile Flanagan         |
| Kakashi Hatake | Kazuhiko Inoue   | Dave Wittenberg        |
| Sai            | Satoshi Hino     | Benjamin Diskin        |
| Sakura Haruno  | Chie Nakamura    | Kate Higgins           |
| Chōji Akimichi | Kentarō Itō      | Robbie Rist            |
| Ino Yamanaka   | Ryōka Yuzuki     | Colleen O’Shaughnessey |
| Shikamaru Nara | Shōtarō Morikubo | Tom Gibis              |
| Rock Lee       | Yōichi Masukawa  | Brian Donovan          |
| Shino Aburame  | Shinji Kawada    | Derek Stephen Prince   |
| Kiba Inuzuka   | Kōsuke Toriumi   | Kyle Hebert            |
| Hinata Hyūga   | Nana Mizuki      | Stephanie Sheh         |
| Tenten         | Yukari Tamura    | Danielle Judovits      |
| Neji Hyūga     | Kōichi Tōchika   | Steve Staley           |